# Kotchandpur
Kotchandpur (en bengali : কোটচাঁদপুর) est une upazila du Bangladesh dans le district de Jhenaidah. En 1991, on y dénombrait 107 193 habitants.